# アルダビール州
アルダビール州（アルダビールしゅう、ペルシア語: استان اردبیل, ラテン文字転写: Ostān-e Ardabīl）は、イラン北西部に位置するアーザルバーイジャーンの州（オスターン）のひとつ。州都はアルダビール。面積は18,011km2。
1993年、東アーザルバーイジャーン州から分離して成立した。

## 名称
報道ではアルデビルとなるが、これは英語に引きずられた誤音。古名はアルタヴィル。

## 気候と地理
イラン北西部に位置し、アゼルバイジャン共和国および東アーザルバーイジャーン州、ザンジャーン州、ギーラーン州と境を接する。
夏、最高気温は35度を記録することもあるが、多くの観光客が避暑に訪れる。実際アルダビール州の気候は冷涼で冬は最低気温ー25度にまで低下する。
サヴァラーン山地の中にあって、自然豊かで有名な州である。イランでは最も寒く、全域の大部分が緑におおわれている。州民の多くはアゼリー（アゼルバイジャン人）。出身者にはサッカーのアリー・ダーエイーのようなアスリートがいる。州都アルダービールはカスピ海からおよそ70kmのところにあり、カスピ海にのぞみ、アゼルバイジャン共和国との国境に位置して、政治・経済的に重要な都市である。
| アルダビールの気候                           | アルダビールの気候 | アルダビールの気候 | アルダビールの気候 | アルダビールの気候 | アルダビールの気候 | アルダビールの気候 | アルダビールの気候 | アルダビールの気候 | アルダビールの気候 | アルダビールの気候 | アルダビールの気候 | アルダビールの気候 | アルダビールの気候 |
| 月                                           | 1月                | 2月                | 3月                | 4月                | 5月                | 6月                | 7月                | 8月                | 9月                | 10月               | 11月               | 12月               | 年                 |
| -------------------------------------------- | ------------------ | ------------------ | ------------------ | ------------------ | ------------------ | ------------------ | ------------------ | ------------------ | ------------------ | ------------------ | ------------------ | ------------------ | ------------------ |
| 平均最高気温 °C （°F）                       | 3.0 (37.4)         | 4.5 (40.1)         | 9.3 (48.7)         | 16.7 (62.1)        | 19.7 (67.5)        | 23.2 (73.8)        | 25.0 (77)          | 24.7 (76.5)        | 22.6 (72.7)        | 17.5 (63.5)        | 11.4 (52.5)        | 5.7 (42.3)         | 15.28 (59.51)      |
| 平均最低気温 °C （°F）                       | −7.9 (17.8)        | −6.3 (20.7)        | −2.4 (27.7)        | 2.8 (37)           | 6.0 (42.8)         | 9.0 (48.2)         | 11.6 (52.9)        | 11.6 (52.9)        | 8.7 (47.7)         | 4.8 (40.6)         | 0.3 (32.5)         | −4.6 (23.7)        | 2.8 (37.04)        |
| 降水量 mm （inch）                           | 24.7 (0.972)       | 21.8 (0.858)       | 37.4 (1.472)       | 38.3 (1.508)       | 45.1 (1.776)       | 19.4 (0.764)       | 6.7 (0.264)        | 5.4 (0.213)        | 9.9 (0.39)         | 33.0 (1.299)       | 37.1 (1.461)       | 25.1 (0.988)       | 303.9 (11.965)     |
| 平均降水日数                                 | 8.0                | 8.5                | 11.2               | 11.5               | 13.7               | 6.9                | 3.9                | 3.8                | 5.8                | 8.8                | 7.5                | 7.7                | 97.3               |
| 出典：World Meteorological Organisation (UN) |                    |                    |                    |                    |                    |                    |                    |                    |                    |                    |                    |                    |                    |

## 歴史

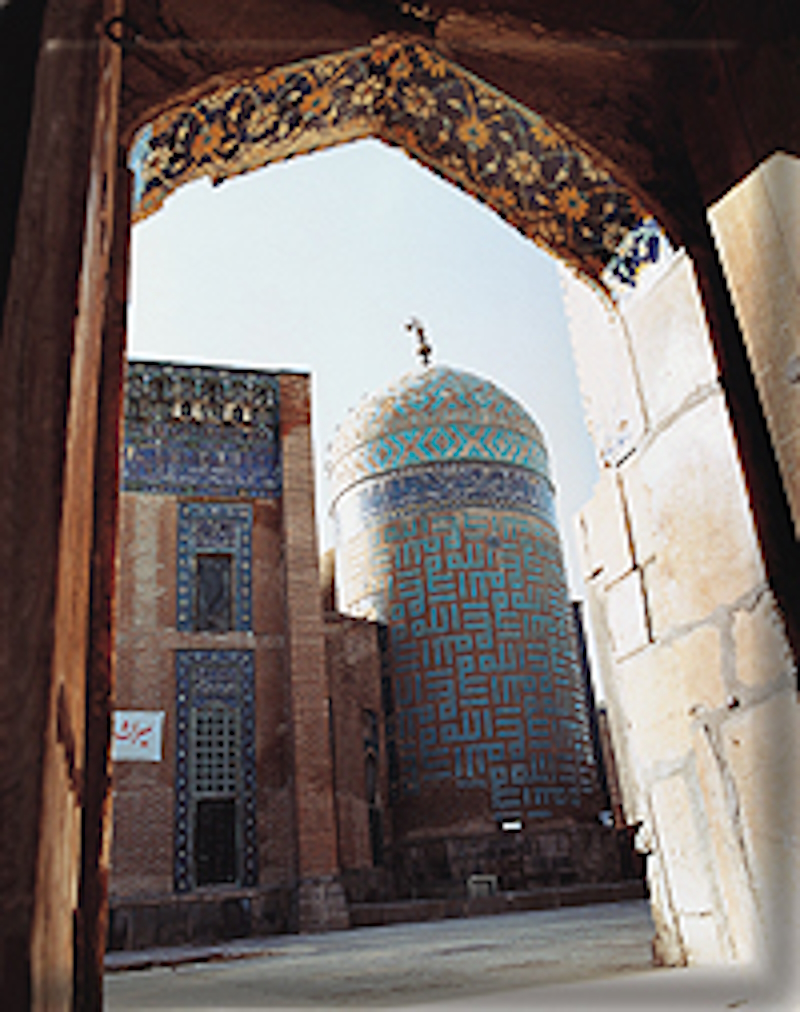
シャイフ・サフィー廟

アルダビールの歴史はアゼルバイジャンの歴史と深く関わる。アルダビール州はハカーマニシュ朝期にさかのぼり、アヴェスタに言及される。それによるとザラスシュトラはアラス川流域に生まれサヴァラーン山中にその著書を記したという。イスラームの征服の時代には、アルダビールはアーザルバーイジャーン地方の最大都市となり、以降イルハン朝期までその地位を占めた。
サファヴィー朝の開祖、シャー・イスマーイール1世がイランの統一の軍を起こしたのはアルダビールであり、1500年のタブリーズへの遷都まで、アルダビールはサファヴィー朝の首都であった。遷都後もアルダビールは政治経済の両面において現代に至ってその重要性を失っていない。

## 文化
アルダビール州の多くの温泉と美しい自然景観がある。温泉にはビーレ・ダッレ、サルイェン、サルダーベ、ブーシュルーなどがあり、その薬効はイラン全土に知れ渡っている。一方、自然景観の面では多くの美しい湖が特筆されよう。大きなものにネオル湖、シューラービル、シュールゲル、ノウシャフル、アルーチェなどがあり、水鳥の生息地となっている。アルダビールの街の南東48km、山岳地帯にあるネオル湖は水面積2.1km2、平均水深3mで美しさを誇り、湖底の泉の湧水をたたえる。
シューラービール湖はアルダビールの南、丘陵地帯にあって、水面積は640,000のm2、湖面は鉱物の薄く白い層におおわれ、皮膚病とリウマチに薬効がある。湖辺にはシューラービール・リゾートがある。

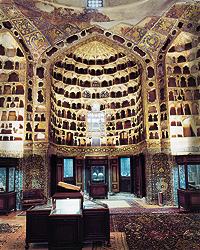
アルダビール博物館

アルダビール市は古代都市であり、起源は都市史においては約4000年から6000年前にさかのぼる。歴史を通じたさまざまな時期、アゼルバイジャン地域（アーザルバーイジャーン）の中心地であったが、その黄金時代はサファヴィー朝期であった。アルダビールはサファヴィー朝の名祖たるシャイフ・サフィー・アッ＝ディーンの墓廟のある聖地でもある。
アルダビールの街以外には、シャイフ・ジブラーイール廟（アルダビールの北2km）、古いが活気あるバーザール、金曜モスク（バーバー・ダーウード・アンバラーン）、いくつかの古代橋がある。またアルダビール州の多くの村々で埋葬地などの遺跡が発見されている。

## 高等教育機関
- アルダビール医科大学
- モハッゲグ・アルダビール大学
- イスラーム自由大学アルダビール
- イスラーム自由大学ハルハール